# Agelena lukla
Agelena lukla là một loài nhện trong họ Agelenidae.
Loài này thuộc chi Agelena. Agelena lukla được Nishikawa miêu tả năm 1980.